# Zond

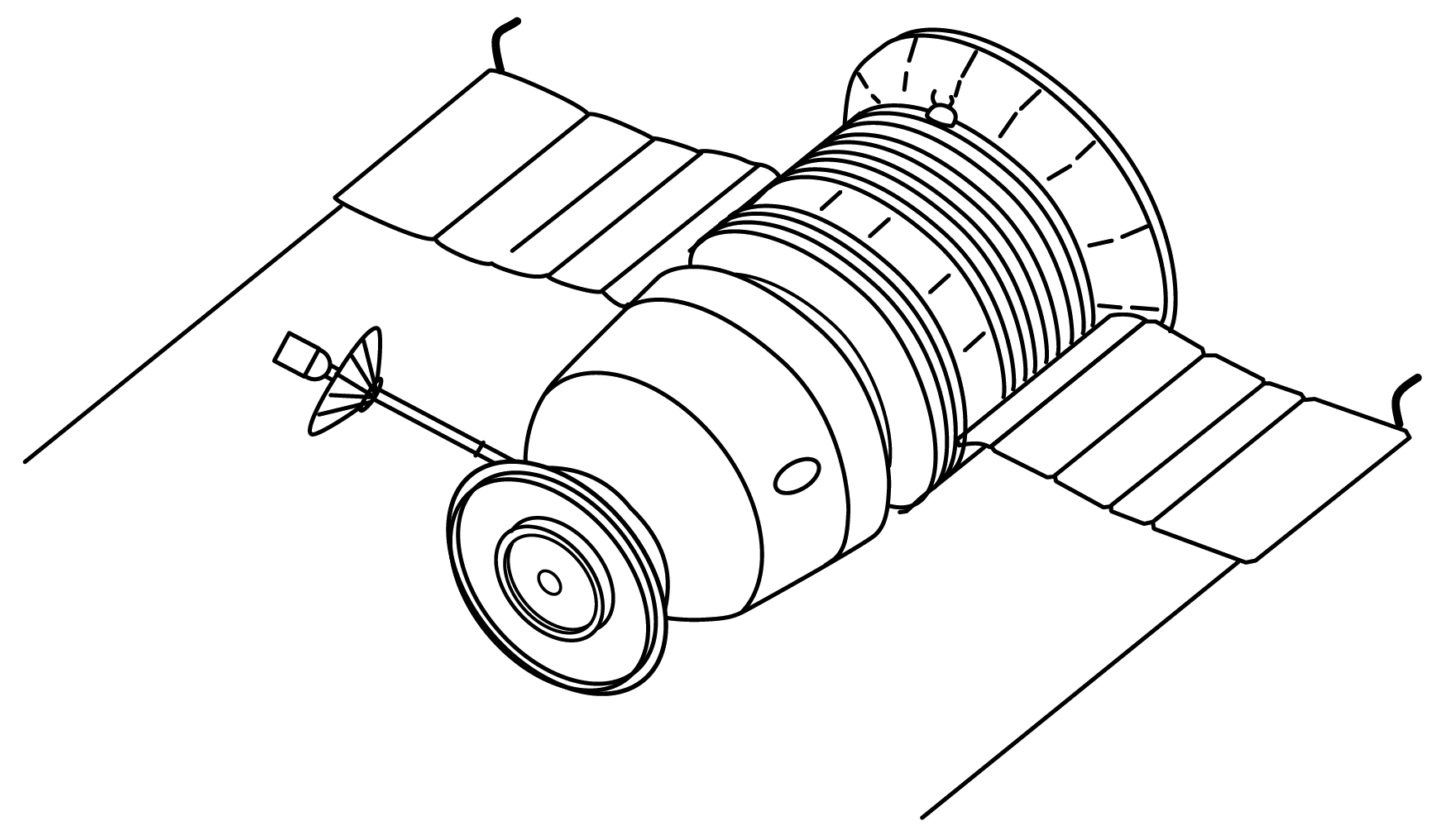
Nave L1 (Zond) para circumnavegação lunar

As missões espaciais Zond constituíram parte de um antigo programa espacial da já extinta União Soviética para a exploração da Lua e do meio interplanetário, sendo a Zond 1 e a Zond 2 as únicas que não exploraram a Lua mas sim Vênus e Marte, respectivamente.
As missões Zond pertenceram a um programa mais amplo chamado de Lunar L1 que tinha como objetivo levar homens a Lua.
A nave espacial Zond era uma modificação da nave Soyuz adaptada para circum-navegação da Lua. A intenção da URSS era enviar cosmonautas ao solo lunar usando uma combinação da nave Zond/Soyuz com o LK lander, um módulo tripulado para descida na Lua e regresso a órbita.
As missões espaciais Zond foram executadas de Abril de 1964 até Outubro de 1970, em um total de 8 missões.

## Missões do programa
- Zond 1 - lançada em 2 de abril de 1964 - enviada para Vênus, sobrevoou o planeta em Julho de 1964
- Zond 2 - lançada em 30 de novembro de 1964 - enviada para Marte, sobrevoou o planeta em agosto de 1965
- Zond 3 - lançada em 18 de julho de 1965 - executou uma passagem pela Lua
- Zond 4 - lançada em março de 1968, foi posta em órbita e enviada para uma distância lunar (mas não na direção da Lua)
- Zond 5 - lançada em 15 de setembro de 1968 - retornou em 21 de setembro de 1968 - circum-navegou a Lua
- Zond 6 - lançada em 10 de novembro de 1968 - retornou em 17 de novembro de 1968 - circum-navegou a Lua
- Zond 7 - lançada em 7 de agosto de 1969 - retornou em 14 de agosto de 1969 - circum-navegou a Lua
- Zond 8 - lançada em 20 de outubro de 1970 - retornou em 27 de outubro de 1970 - circum-navegou a Lua